# Exosat
EXOSAT – europejskie kosmiczne obserwatorium rentgenowskie. Pracowało od maja 1983 do kwietnia 1986. W tym czasie EXOSAT wykonał 1780 obserwacji wielu różnorodnych obiektów, włączając w to jądra aktywnych galaktyk, mgławice gwiazdowe, białe karły, podwójne układy rentgenowskie, gromady galaktyk i pozostałości po supernowych.

## Opis misji
EXOSAT był satelitą Europejskiej Agencji Kosmicznej, wyniesionym przez amerykańską NASA. Nazwa jest skrótem od ESRO X-ray Observatory SATellite – satelitarne obserwatorium rentgenowskie agencji ESRO (poprzedniczki ESA). Czas trwania misji był ograniczony degradacją orbity, której trwałość wyliczono na 3 lata. Statek funkcjonował zgodnie z założeniami przez niecały ten okres. 9 kwietnia 1986 błąd w systemie kontroli położenia zadecydował o utracie satelity. Naturalna zmiana orbity spowodowała ponowne wejście EXOSAT-a w atmosferę 6 maja tego samego roku.
Pierwsze osiem tygodni po starcie było poświęcone wszelakim weryfikacjom poprawności działania statku. Po tym czasie został podjęty program regularnych obserwacji. Pod koniec czasu pracy satelity, cztery zaplanowane programy były zrealizowane w 98%, 94%, 64% i 18%. Podczas tych 3 lat naukowcy z całego świata używali EXOSAT-a do badania wielu znanych źródeł promieniowania X i do dokonywania wielu odkryć. Najbardziej sławnymi były:
- odkrycie quasi-okresowej oscylacji w niskomasowych podwójnych układach rentgenowskich (LMXB – Low Mass X-ray Binaries)
- przesunięcie linii żelaza K w SS 433, ku czerwieni i ku niebieskiemu

Publiczna dostępność tych danych przyczyniła się do wielu systematycznych badań.

### Telemetria
Prędkość telemetrii wynosiła 8 kbps. Komputer pokładowy, programowalny z Ziemi, wstępnie przetwarzał i kompresował dane. Elastyczność jaką dawał i możliwość jego programowania, mocno powiększała naukowe możliwości satelity poprzez pisanie nowych trybów obserwacji. Umożliwiło to również walkę z problemami dotykającymi instrumenty naukowe i statek.

### Orbita
Orbita EXOSAT-a była odmienna od orbit wcześniejszych satelitów rentgenowskich. Początkowe apogeum wynosiło 191 000 km, a perygeum 350 km. Instrumenty naukowe pracowały powyżej 50 000 km, z dala od pasów radiacyjnych. Umożliwiało to działalność naukową w ciągu 76 godzin z 90 godzinnej orbity. EXOSAT był widoczny dla stacji naziemnej Villafranca w Hiszpanii przez prawie cały czas działania instrumentów naukowych, tak więc praktycznie nie było potrzeby przechowywania danych. Położenie było kontrolowane z dokładnością do 1 sekundy kątowej, przez dwa szukacze gwiazd (po jednym dla każdego teleskopu), trzy żyroskopy i czujnik Słońca.

## Ładunek
- Dwa obrazujące teleskopy Wolter Type I LE, wraz z:
  - zestawem powielacza kanałowego (Channel Multiplier Array, CMA) (0,05 – 2,0 keV; obszar czynny 0,4 – 10 cm²; FOV ~2°, ~18" łuku rozdzielczości przestrzennej)
  - detektorem pozycjoczułym (Position Sensitive Detector, PSD)
  - Siatka dyfrakcyjna: 500 linii/mm (teleskop nr 2, zakres od 80 nm do 4 μm, rozdz. 20 nm dla energii >0,25 keV i 50 nm przy długości 3,04 μm), 1000 linii/mm (teleskop nr 1, zakres od 80 nm do 2 μm, rozdz. 10 nm dla energii >0,25 keV i 50 nm przy długości 3,04 μm). Używana wraz z detektorem CMA.

Oba teleskopy niskich energii (LE, Low Energy) i ich detektory były identyczne. Każdy teleskop ważył 30 kg i pobierał 5 W mocy. Ogniskowa wynosiła 1,1 m, a zewnętrzna średnica 0,3 m. Górną granicą czułości teleskopu była energia 2 keV. Jako detektor umieszczany w ognisku służył, zamiennie, detektor CMA lub PSD. CMA mógł też współpracować z siatką dyfrakcyjną. Detektory CMA właściwie nie były czułe w paśmie prom. X, ale różne rodzaje filtrów dawały podstawowe informacje spektralne (analogicznie do fotometrii UBV). Wybór filtru decydował o zakresie czułości. Efektywność detekcji CMA malała od 30% przy 0,15 keV do 7% przy 1,5 keV. CMA były czułe na promieniowanie UV, przez co mogły być „zanieczyszczane” światłem gwiazd o typie widmowym O i B. Różne rodzaje filtrów charakteryzowały się różnym poziomem „zanieczyszczenia”. Borowodorowe filtry były wolne od zanieczyszczenia UV i relatywnie bezpieczniejsze niż Al/P, z wyjątkiem bardzo jasnych i młodych gwiazd. Także, sygnały sumacyjne z CMA dostarczały prostej metody odróżnienia źródeł promieniowania X i UV. Najczęściej używanymi filtrami w czasie misji były: 3000 Lexan, Al/P i borowodorowy (boron). Wielkość zliczania tła cząsteczkowego przez CMA wynosiła typowo 8x10−6 zliczeń/s/piksel w centrum (piksel stanowiły 4 s łuku). Wartość ta zależała od siły wiatru słonecznego. W 90% obserwacji średnia wielkość zliczania tła mieściła się w dwukrotnej wartości odpowiadającej „spokojnemu” Słońcu. Średni próg detekcji dla 104 sekundowej ekspozycji (typowy minimalny czas obserwacji), z centralnym promieniem detektora 12 minut łuku, używając filtru 3000 Lexan, wynosił 2x10−3 zliczeń/s. Dla obserwacji dłuższych niż kilka tysięcy sekund, czułość CMA była ograniczona. Pozycja źródła mogła być oszacowana z promieniem błędu wynoszącym 6" łuku i 8" łuku z poziomem ufności, odpowiednio, 67% i 90%, na środkowych 12' łuku pola widzenia. Z instrumentami związanymi z teleskopami LE zanotowano wiele problemów. Oba PSD zawiodły jeszcze w czasie trwania fazy weryfikacji. Jeden z CMA (CMA teleskopu nr 2) zawiódł 28 października 1983. Mechanizm wstawiania siatki dyfrakcyjnej przed teleskop nr 1 zawiódł 15 września 1983, eliminując tym samym możliwości badań spektroskopowych. Pozostała jednostka CMA funkcjonowała dobrze aż do zakończenia misji.
- Licznik proporcjonalny średnich energii (1 – 50 keV, FOV 45' łuku FWHM, 1600 cm²):

Przyrząd ważył 48 kg i pobierał 17 W energii. Składał się z ośmiu zestawów liczników proporcjonalnych. Każdy licznik proporcjonalny miał dwie komory gazowe przedzielone 1,5 mm oknem berylowym. Komora górna wypełniona była argonem, a dolna ksenonem. Spektra argonu i ksenonu były analizowane impulsowo-szczytowo, w 128 kanałach każde. Zakres energetyczny wynosił odpowiednio: 1 – 20 keV i 5 – 50 keV. Tło rejestrowane przez przyrząd było bardzo stabilne i zdominowane przez cząstki wiatru słonecznego i radioaktywne linie z pozostałości plutonu w okienkach berylowych i korpusach detektorów. Wielkość zliczania tła na detektor wynosiła w komorze argonowej: 2,4; 4,3 i 9,4 zliczeń/s, odpowiednio dla zakresów energetycznych: 1 – 6, 1 – 10 i 1 – 20 keV; 40,6 i 59,1 zliczeń/s w komorze ksenonowej dla zakresów: 10 – 30 i 10 – 50 keV. Sporadyczne nasilenia wiatru słonecznego powodowały nagłe i duże wzrosty poziomu tła. Duże burze słoneczne zdarzały się przeważnie co sześć miesięcy, powodując wzrost poziomu tła o kilka rzędów wielkości. Detektory były wyłączane na czas takich sytuacji.
W ramach optymalizacji odejmowania tła, każda połowa zestawu detektora ME mogła być odchylana od źródła, by obserwować tło – region pozbawiony źródeł. Odchylenie owej połówki było zmieniane co parę godzin. Od momentu, gdy poziom tła mierzony przez część odchyloną różnił się od tła mierzonego przez część patrzącą na źródło, były tworzone spektra różnicowe by skorygować ten efekt. 20 sierpnia 1985 jeden z detektorów uległ awarii. Sporadycznie, z powodu małych usterek detektora i/lub zmniejszenia wzmocnienia, obserwacje były podejmowane przy niedziałającym jednym lub kilku detektorach. Ważną rolę w pracy instrumentu odegrał komputer pokładowy. Zależnie od obiektu obserwacji, program komputera zawierał różne rozdzielczości czasowe niosące różne informacje spektralne przy różnym stopniu wykorzystania łączy telemetrii. Dwa z trzech programów były uruchamiane jednocześnie. Typowo, obserwacje były podejmowane z pierwszorzędnym programem spektralnym i drugorzędnym programem wysokiej rozdzielczości czasowej.
- Gazowy scyntylacyjny licznik proporcjonalny (2 – 20 keV, 100 cm²):

Licznik miał masę 8 kg i zużywał 5 W energii. Spektra były analizowane w 256 kanałach. Używane były trzy różne tryby wzmocnienia elektronicznego, dla trzech różnych zakresów czułości: wzmoc. 1 = 2 – 32 keV, wzmoc. 2 = 2 – 16 keV i wzmoc. 0,5 = 2 – 64 keV. Ten ostatni był używany tylko przy bardzo jasnym źródle Sco X-1. Zmiany w wewnętrznym wzmocnieniu detektora spowodowane wahaniami temperatury, niwelowano dwoma sztucznymi liniami spektralnymi (o energiach 10,54 i 12,70 keV) wytwarzanymi przez fluorescencje w ołowianym kolimatorze i radioaktywny rozpad pozostałości plutonu w berylowym okienku. Przy kalibracji wzmocnienia dla jasnych źródeł, używano czasami linii L ksenonu (4,78 keV). Przy odrzucaniu zliczeń wywołanych przez cząsteczki stanowiące tło, używano dyskryminacji burst length, która odrzucała zdarzenia wyjątkowo długo- i krótkotrwałe. Standardowo używany tryb dawał spektrum podzielone na 256 kanałów, co 8 sekund. Wyższa rozdzielczość czasowa była stosowana tylko przy jasnych źródłach oraz jeśli zapotrzebowanie innych eksperymentów na telemetrię było niewielkie. Instrument pracował doskonale przez całą misję.

## Cele
- Badanie quasi-okresowych oscylacji w LMXRB (niskomasowych podwójnych układach rentgenowskich) i pulsarach rentgenowskich
- Rozległe badania zmienności AGN (aktywnych jąder galaktyk)
- Długotrwałe obserwacje LMXRB i nowych karłowatych typu U Geminorum
- Pomiar linii żelaza w rentgenowskich źródłach galaktycznych i pozagalaktycznych
- Pozyskiwanie niskoenergetycznych spektrów o wysokiej rozdzielczości